# Anders Losberg
Lars Anders Losberg, född 25 maj 1918 i Göteborg, död 3 december 1981,  var en svensk väg- och vattenbyggnadsingenjör.
Losberg, som var son till köpman Walle Johansson och Anna Johansson, utexaminerades från Chalmers tekniska högskola 1941, blev teknologie licentiat 1948 samt teknologie doktor och docent i byggnadsteknik vid Chalmers tekniska högskola 1961. Han var lektor vid Tekniska läroverket i Karlskrona 1948–1955, vid tekniska läroverket i Gävle 1955–1964, tillförordnad professor höstterminen 1961 och vårterminen 1864 och professor i byggnadsteknik III vid Chalmers tekniska högskola från 1964. Han författade skrifter i byggnadsteknik och skrev artiklar i fackpress.